# Gualterio Looser Schallemberg

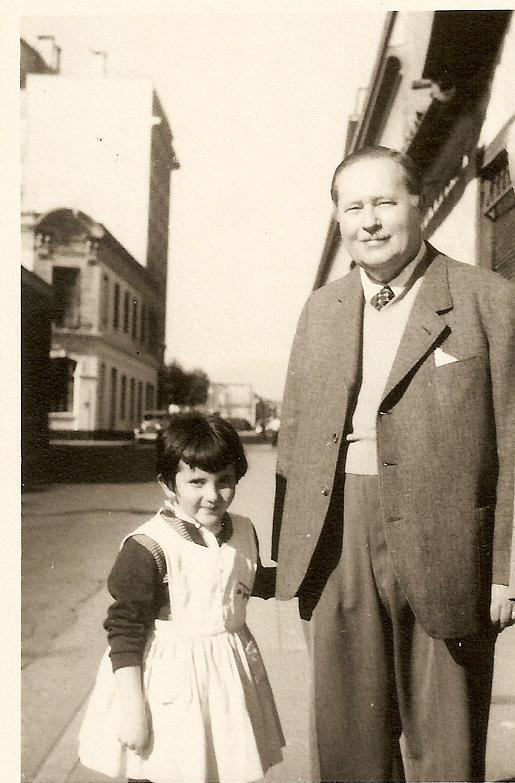
Gualterio Looser Schallemberg

Gualterio Looser Schallemberg (* 4. September 1898 in Santiago de Chile; † 22. Juli 1982 ebenda) war ein schweizerisch-chilenischer Botaniker. Sein offizielles botanisches Autorenkürzel lautet „Looser“.
Nach Looser sind die Pflanzenarten Solanum looseri Buk. (Solanaceae) Aloysia looseri Mold. (Verbenaceae), Amaranthus looseri Suess. (Amaranthaceae), Astragalus looseri Johnst.(Fabaceae), Nassauvia looseri Cabr. (Asteraceae), und Tropaeolum looseri Sparre (Tropaeolaceae) benannt worden.

## Werke (Auswahl)
- Geografía Botánica de Chile, Übersetzung des Werkes „Grundzüge der Pflanzenverbreitung in Chile“ von Karl F. Reiche
- 1928 Botánica miscelánea. Revista Univ. (Santiago) 13, 523
- 1935 Smith L.B. & Looser G. Las especies chilenas del género Puya. Revista Univ. (Santiago) 20, 241–279.
- 1948 The ferns of southern Chile. Amer. Fern J. 38, 33–44
- 1955 Los helechos (Pteridófitos) de Chile central. Moliniana 1, 5–95
- 1973 El botánico chileno Eberhard Kausel. Bol. Soc. Argent. Bot. 15, 137

## Herbar
Seine Sammlung ist heute im Herbarium „Conservatoire et Jardin botaniques de la Ville de Genève“ in Genf aufbewahrt.